# رابرت ام. یانگ (کارگردان)
رابرت ام یونگ (انگلیسی: Robert M. Young؛ زادهٔ ۲۲ نوامبر ۱۹۲۴) یک کارگردان اهل ایالات متحده آمریکا است.